# Утилизация атомных подводных лодок

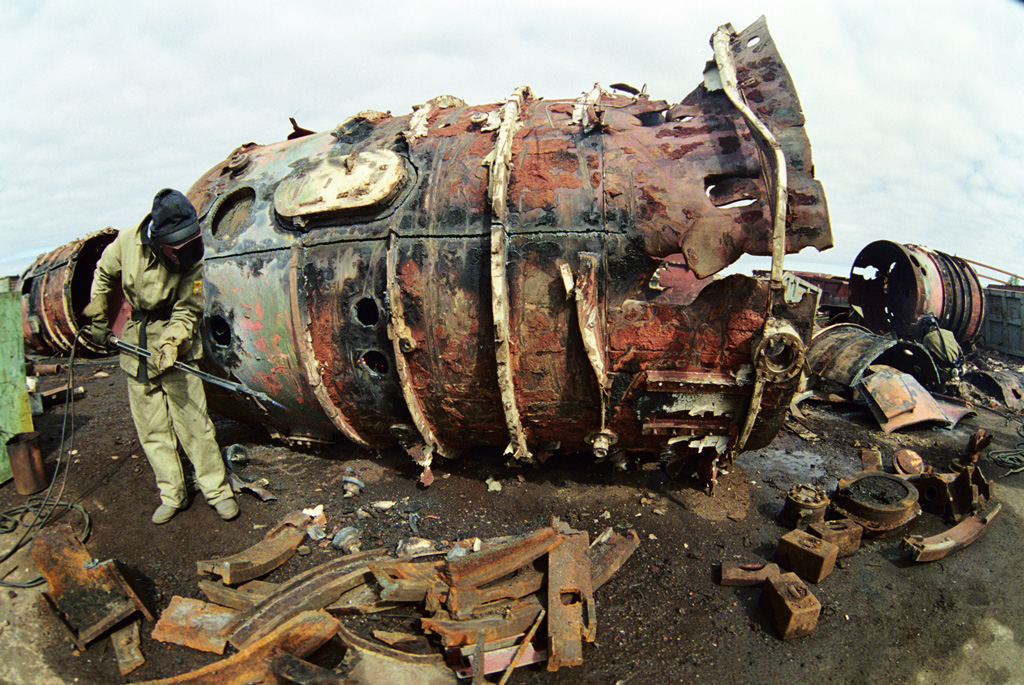
Один из этапов утилизации

Утилизация атомных подводных лодок — процесс по демонтажу оборудования АПЛ, переработке отработавшего радиоактивного топлива и радиоактивных отходов и помещению их на долговременное хранение в безопасное место. К процессу утилизации предъявляются высокие требования по безопасности с точки зрения нанесения вреда окружающей среде, а также риска, связанного с проблемами распространения ядерных материалов и топлива. По этой причине, в отличие от утилизации надводных кораблей и торговых судов, которой занимаются, преимущественно частные компании по всему миру, утилизацию АПЛ производят судоремонтные заводы, подконтрольные ВМС или непосредственно государству.

## Предыстория
Атомные подводные лодки состоят на вооружении 6 стран, средний срок службы составляет около 25 лет. В одном только СССР были построены около 250 подлодок, и средний срок службы составлял 25 лет. После окончания Холодной войны значительная их часть была выведена из состава флота и требует утилизации.

## Описание процесса
Основные этапы утилизации атомных подводных лодок:
- дренирование теплоносителя (радиоактивных отходов) и выгрузка ОЯТ из реактора;
- постановка АПЛ в док и вырезка реакторного отсека. Из реакторного отсека демонтируется максимальное количество оборудования, представляющего материальную ценность и по результатам радиационного контроля не отнесённого к твёрдым радиоактивным отходам. В России вместе с реакторным вырезаются смежные отсеки, после чего блок из трёх отсеков тщательно герметизируется с нанесением антикоррозийных покрытий для буксировки и хранения на плаву.
- утилизация концевых отсеков и долговременное (70—100 лет)[2] хранение реакторного блока.

Процесс утилизации — дорогостоящее, опасное и долгое мероприятие. В США ОЯТ выгружается в течение года. В России флотские хранилища ОЯТ переполнены, и значительное число списанных АПЛ ожидают выгрузки в течение нескольких лет.
В России утилизация АПЛ осуществляется на судоремонтных заводах ЦС «Звёздочка», «Нерпа», ДВЗ «Звезда» и др. Доставка на завод осуществляется или буксировкой, или на плавучем доке.
В 2004 году стоимость утилизации атомной подводной лодки в России в зависимости от её типа и состояния составляла 2—12 млн долларов США, в США — 50 млн.

## Хроника утилизации

### США
ВМС США осуществляет утилизацию атомных подводных лодок на собственных верфях, без значительного привлечения гражданских предприятий.

#### 1994
На 1994 год, построено 180 АПЛ, 80 АПЛ выведено из состава ВМС, 43 реакторных отсека были вырезаны и размещены в Хэнфорде

#### 2009
На 2009 год 90 АПЛ было выведено из состава ВМС и из 50 вырезаны реакторные отсеки. При этом общее число, включённых в программу утилизации, составляло 142 АПЛ.

### Россия
Отработавшее ядерное топливо из реакторов АПЛ вывозится и перерабатывается на ПО Маяк.

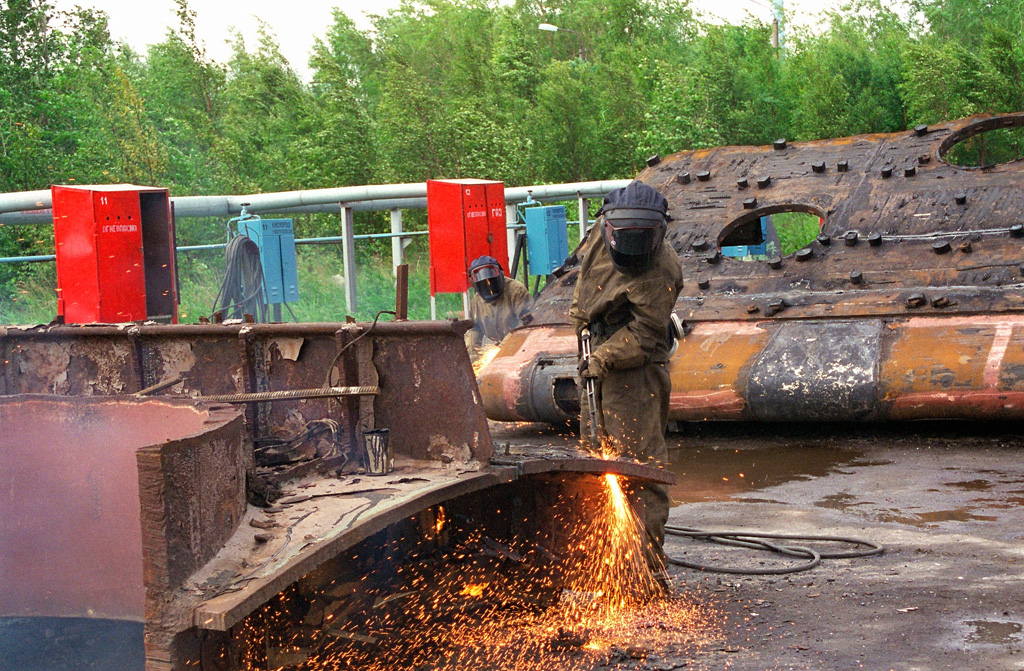
2001 год, разрезание АПЛ на предприятии Звёздочка в Северодвинске

#### 1993
По данным Правительственной комиссии в хранилищах флота находится более 30 тысяч топливных сборок, что соответствует примерно 140 активным зонам.

#### 1997
Согласно данным Беллона:
- из боевого состава Северного и Тихоокеанского флотов выведено 154 АПЛ (все АПЛ первого и второго поколений, а также часть кораблей третьего поколения)
  - на Северном флоте выведено 92 АПЛ. Топливо выгружено из 27 АПЛ, из них 18 уже разрезано. Реакторные отсеки утилизированных АПЛ хранятся на плаву в Сайда губе на Кольском полуострове и в акватории Северодвинска.
  - на Тихоокеанском флоте из эксплуатации выведено 62 АПЛ. Топливо из 23-х было выгружено, из них 13 АПЛ было разрезано. 8 реакторных отсеков утилизированных АПЛ первого и второго поколений хранятся в бухте Разбойник, остальные 5 находятся в бухте Чажма.

Согласно данным Российской газеты: к концу 1997 года находились в отстое 122 АПЛ, из них 105 содержались на плаву с невыгруженными активными зонами. При этом более 30 снятых с эксплуатации АПЛ с ОЯТ на борту потеряли герметичность цистерн главного балласта.

#### 1998
В мае принято постановление правительства о передаче задачи утилизации подводных лодок из ведения Министерства обороны в ведение Минатома России (с 2004 года — Росатом). После привлечения Минатомом дополнительных средств и модернизации инфраструктуры число утилизируемых ежегодно АПЛ возросло с 5-6 до, начиная с 2001 года, 18—19.

#### 2003
Правительством России принята программа утилизации атомных подводных лодок.
К декабрю утилизировано 94 АПЛ, 99 ожидало утилизации, в 70 из них не было выгружено отработанное топливо.
По итогам года выгружено топливо из 12 АПЛ, 13 утилизировано. Построен третий эшелон из 6 специальных вагонов для перевозки контейнеров с ОЯТ.

#### 2005
Утилизировано около 120 АПЛ из 191.
В декабре Правительством России принята ФЦП «Промышленная утилизация вооружения и военной техники (2005—2010 годы)» в одном из разделе которой предусматривалась утилизация всех выведенных из состава ВМФ и находящихся в ожидании утилизации АПЛ, а также полное освобождение Министерства обороны РФ от несвойственных ему функций по хранению АПЛ.

#### 2006
По заявлениям специалистов Минатома, в России производственные мощности позволяют обеспечить комплексную утилизацию около 20 АПЛ в год, реальный объём составляет около 10 АПЛ в год.
В середине года в губе Сайда открыто хранилище трёхотсечных реакторных блоков, а на РТП «Атомфлот» в Мурманске сооружено хранилище неперерабатываемого ОЯТ, выгружаемого из плавтехбазы «Лотта».
По состоянию на октябрь утилизировано 137 из 197 АПЛ выведенных из состава ВМФ. В стадии утилизации находилось: 25, в ожидании — 32.

#### 2007
Велось строительство пункта долговременного хранения реакторных блоков в бухте Разбойник на Дальнем Востоке для замены действующего временного хранилища.
1 декабря 2007 года принят федеральный закон N 317 «О Государственной корпорации по атомной энергии „Росатом“», согласно которому Росатом назначен государственным заказчиком и координатором работ по комплексной утилизации атомных подводных лодок. Также корпорации предоставлено право на проведение работ в том числе и по утилизации отработанному топливу и радиоактивных отходов.

#### 2008
По словам заведующего лабораторией Института проблем безопасного развития атомной энергетики РАН (ИБРАЭ РАН) Ремоса Калинина ожидают утилизации 15 АПЛ, на 11 из которых не выгружено ОЯТ, надводный корабль ОЯТ  и 28 судов радиационного обслуживания. В бывших береговых технических зонах «Гремиха» и «Губа Андреева» завершены подготовительные работы, вывоз ОЯТ выполнен на 40 %, радиационных отходов на 10 %. Вывоз ОЯТ с территории ЦС «Звездочка» затруднен аварийным состоянием моста через Никольское устье Северной Двины (Ягринский мост).
По другим данным на 1 апреля: за период с 1986 года из состава ВМФ выведено 198 АПЛ, из них со 171 выгружено ОЯТ, утилизировано — 164, в ожидании утилизации, в том числе находящиеся в стадии утилизации — 34 АПЛ. С 2002 года на деньги доноров в рамках Глобального партнёрства утилизировано 29, в стадии утилизации — 9, ожидают — 5 российских АПЛ.
В Приморье в декабре ожидало утилизации 10 АПЛ, 2 из них находились в аварийном состоянии.

#### 2009
Северодвинск: ЦС «Звездочка» завершил утилизацию ТК-13, третьей отправленной на разделку лодки проекта 941 «Акула»; завершена утилизация АПЛ «Оренбург» проекта 667А.
В рамках программы «Глобальное партнёрство» завершена реконструкция железнодорожной ветки Большой Камень — Смоляниново, связывающая хранилище ОЯТ на заводе «Звезда» с Трансибом.
Впервые на погружном судне («Трансшельф») были транспортированы на утилизацию сразу две АПЛ.
29 сентября заместитель генерального директора Росатома сообщил, что госкорпорация разработала концепцию новой программы утилизации атомных подводных лодок на период до 2015 года и на перспективу до 2020 года. Новая концепция включает в себя работы не завершённые в рамках действующей программы: утилизация законсервированных судов атомного технологического обслуживания, превращение хранящихся на плаву трёхотсечных реакторных блоков, в одноотсечные, с постановкой на долгосрочное хранение в береговые пункты, завершение утилизации АПЛ (действующая программа предусматривает утилизацию 191 из 198 атомных подлодок, выведенных из состава ВМФ), завершение вывоза из береговых баз ОЯТ и активных зон из аварийных реакторов с жидкометаллическим теплоносителем.

#### 2010
В июле на утилизацию была направлена аварийная К-431. К этому времени оставалось утилизировать 15 АПЛ и около 20 судов атомного технологического обслуживания подводных лодок. Ещё около 50 АПЛ находились в составе ВМФ России и после завершения службы для них требовалось проведение работ по утилизации.

#### 2011
В июле вместе с топливом был выгружен реактор с жидкометаллическим теплоносителем с К-64 проекта 705.
К ноябрю в ядерно-безопасное состояние были приведены 193 из 198 выведенных из состава ВМФ атомных подводных лодок, 190 утилизированы. Из бывшей БТБ в поселке Гремиха уже вывезено 92 % всего ОЯТ.
В конце ноября, после того как плавучий док «Паллада» доставил очередные семь реакторных отсеков, число блоков находящихся на сухом хранении в губе Сайда достигло 47, при расчетной вместимости 120 блоков от АПЛ и 54 от надводных кораблей и судов обеспечения.
В ноябре 2011 года Росатом объявил конкурс, из условий которого следует, что начинается утилизация реакторных блоков. Предполагается разделение трёхотсечных реакторных блоков на отдельные отсеки и переработка радиоактивных отходов. Работы по 7 блокам планируется выполнить в 2012 году, по 5 блокам в 2013 году.

#### 2012
По состоянию на июль 2012 года, из состава ВМФ выведено 199 атомных подводных лодок — 120 на Северо-Западе и 79 на Дальнем Востоке. Решен вопрос об утилизации последней АПЛ, выведенной из состава СФ ВМФ (К-148 «Краснодар» проекта 949А «Антей»), которая уже стоит на заводе «Нерпа». Финансирование утилизации этой АПЛ со стороны Италии и России составит по 7 млн евро, США выделит 1 млн евро. В стадии реализации также проект утилизации плавучей базы «Лепсе» с международным участием. В 2012 году была завершена международная программа «Глобальное партнерство», в которой приняло участие 23 государства. Общий финансовый вклад в решение вопросов ядерной и радиационной безопасности составил около 40 млрд рублей, из них около 20 млрд рублей — средства Российской Федерации.
В настоящий момент принята и реализуется новая программа по утилизации АПЛ и НК с ЯЭУ и судов атомного технологического обслуживания и реабилитации радиационно-опасных объектов на период с 2011 до 2015 и на перспективу до 2020 года. Главной задачей новой федеральной программы будет вывоз выгруженного с АПЛ отработанного ядерного топлива, которое частично находится сейчас на трёх береговых технических базах (БТБ) ВМФ. В частности, в блоках сухого хранения на бывшей БТБ в губе Андреева хранятся более 100 активных зон, выгруженных из реакторов АПЛ. Их вывоз на переработку планируется в период с 2015 по 2018 годы. Работы ведутся подразделениями «Росатома», планируется зачистить все бывшие БТБ ВМФ от топлива и радиоактивных отходов до «коричневой лужайки», то есть чтобы можно было безопасно по этой земле ходить и в дальнейшем сделать их пригодными к другому использованию, до 2025 года.

#### 2014
К 2014 году утилизировано 195 АПЛ из 201 АПЛ, выведенных из состава ВМФ РФ. Построены пункты долговременного хранения реакторных отсеков на Дальнем Востоке (ПДХ РО «Устричный») и в Северо-Западном регионе (ПДХ РО «Сайда»). На ФГУП «ПО „Маяк“» завершена подготовка инфраструктуры, позволяющей принять и безопасно переработать некондиционное отработавшее ядерное топливо (ОЯТ), имеющее различные дефекты. Начаты работы по утилизации судов атомного-технологического обслуживания.
В том числе в Северо-Западном регионе (Мурманская область) утилизировано 119 АПЛ, ведутся работы по утилизации ещё одной АПЛ. Размещено на долговременное наземное хранение 62 одноотсечных блока реакторных отсеков утилизированных АПЛ, ещё три трёхотсечных блока подняты на стапель для выполнения разделки в 2014 году. Выполнена утилизация судна атомного технологического обслуживания «Северка». Плавучая техническая база «Володарский» (использовавшаяся для обслуживания атомных ледоколов) размещена на стапельном месте в пункте долговременного хранения реакторных отсеков в губе Сайда и утилизирована к концу года. Две изготовленные блок-упаковки размещены в ПДХ РО «Сайда». В октябре на открытую стапельную плиту СРЗ «Нерпа» для выполнения работ по утилизации переведена плавтехбаза «Лепсе». В Гремихе начата разборка активных зон (отработавших выемных частей) ядерных реакторов на жидко-металлическом теплоносителе. Из Гремихи полностью вывезено отработавшее ядерное топливо водо-водяных реакторов, планируются дальнейшие работы по разборке активных зон реакторов на ЖМТ и вывоз ОЯТ в Мурманск (на базу ФГУП «Атомфлот») и далее на переработку на "ПО «Маяк».
На Дальнем Востоке (Приморье и Камчатская область) утилизировано 75 АПЛ, включая две аварийные. Размещено на долговременное наземное хранение 3 одноотсечных блока реакторных отсеков утилизированных АПЛ. Утилизировано судно атомного технологического обслуживания «ПКДС-60». Плавучая техническая база «ПМ-80 (ТНТ-50)» для выполнения работ по утилизации размещена на стапельном месте в пункте долговременного хранения реакторных отсеков на мысе «Устричный». Завершён вывоз отработавшего ядерного топлива с Дальнего Востока.

#### 2019
В норвежском городе Тромсё 20-21 июня 2019 г. состоялось 22-е заседание Совместной российско-норвежской комиссии по сотрудничеству в области охраны окружающей среды в связи с утилизацией российских атомных подводных лодок (АПЛ), выведенных из состава Военно-Морского Флота (ВМФ) в Северном регионе, и повышения ядерной и радиационной безопасности. Руководитель российской делегации Олег Крюков отметил результаты работ по утилизации 251 радиоизотопного термоэлектрического генератора (РИТЭГ) на побережье Баренцева, Карского и Балтийского морей. За средства Норвегии было также утилизировано 5 атомных подводных лодок (АПЛ) из 120, выведенных из эксплуатации на Северо-западе России. 

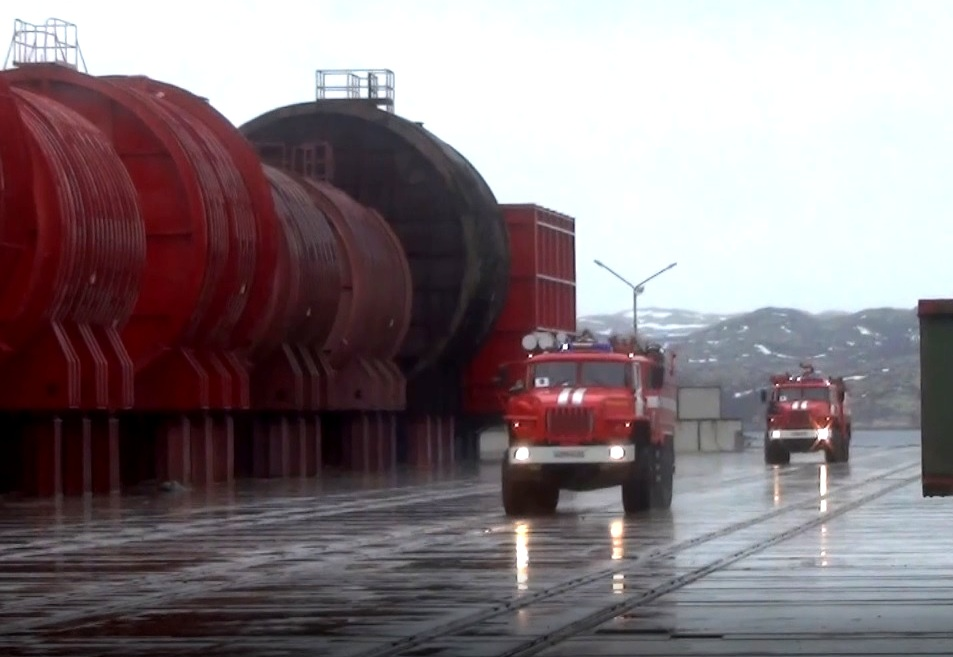
Реакторные отсеки на береговой площадке пункта длительного хранения Сайда-Губа

 Сегодня можно сказать, что все утилизированные на Северо-Западе АПЛ переведены на безопасное береговое хранение: 9 августа 2019 г. в Сайда-Губе был поднят на сухое стапельное основание последний трёхотсечный блок утилизированной АПЛ, в пункте длительного хранения реакторных отсеков АПЛ установлено 118 одноотсечных блоков.
Из 75 АПЛ, утилизированных на Дальнем Востоке, к концу 2019 г. приведено в безопасное состояние, осуществлена очистка и покраска 55 реакторных блоков; по итогам транспортировки в сентябре 2019 г. 12 трёхотсечных блоков реакторных отсеков утилизированных АПЛ с Камчатки в пункт временного хранения реакторных отсеков отделения Фокино «ДальРАО» (филиала ФГУП «РосРАО») все непереработанные трёхотсечные блоки размещены в акватории предприятия для дальнейших работ по размещению их на сухое стапельное основание. По состоянию на июнь 2019 г. на площадке долговременного хранения размещено 53 реакторных отсека и пять корпусных упаковок судов атомного технологического обслуживания.
В 2017 году, после завершения строительства комплекса по обращению с ОЯТ в губе Андреева, вывоз ОЯТ идет достаточно высокими темпами. Однако этот процесс быстро завершить невозможно, и он будет продолжаться до 2028 года. На текущий момент времени перечень работ по вывозу ОЯТ на Северо-западе выглядит следующим образом: ОЯТ губы Андреева (надо освободить 5 зон баланса ядерных материалов), пункт Гремиха (5 ОВЧ с уран-бериллиевым ОЯТ), ОЯТ ПТБ «Лепсе» и хранилище ОЯТ на ФГУП «Атомфлот» (50 контейнеров ледокольного уран-циркониевого топлива). По оценке, общее количество предстоящих транспортировок составит не менее 46 эшелонов, включая 37 эшелонов из губы Андреева.
Руководители проектов сотрудничества в губе Андреева отметили, что всего, начиная с 2017 года, уже вывезено 7 эшелонов с ОЯТ, содержащих в общей сложности 4 753 отработавшие топливные сборки. На 2019 год запланирована выгрузка топлива ещё на 2 эшелона, которые, согласно текущим планам, должны быть вывезены для переработки на ФГУП «ПО „Маяк“», включая отправку первой партии ОЯТ за международные средства. В текущем году планируется выгрузить 6 ОТВС из аварийного хранилища ОЯТ (здание 5). Таким образом, будет ликвидирована одна из зон баланса ядерных материалов, и будут созданы условия для дальнейшей реабилитации этого объекта. В ходе работ по выгрузке ОЯТ из хранилища 3А обнаружены дефектные сборки. Поэтому будет доработан регламент обращения с дефектным топливом для безопасной выгрузки. Требуется выполнить специальные мероприятия для подготовки хранилища 3А к выгрузке ОЯТ. Несколько лет потребуется для переборки конструкций хранилища и фрагментов биологической защиты. Только после этого хранилище будет готово к использованию существующего оборудования, что позволит обеспечить вывоз ОЯТ.
Знаковым событием осени 2019 года стала транспортировка первой партии ОЯТ, выгруженного из хранилищ ПТБ «Лепсе». Контейнеровоз «Серебрянка» доставил шесть контейнеров с ОЯТ на ФГУП «Атомфлот», далее топливо направят на переработку на ФГУП «ПО „Маяк“». Всего «Серебрянке» предстоит совершить шесть таких рейсов, для дальнейшей транспортировки ОЯТ на «ПО „Маяк“» задействуют 3 ЖД эшелона. Полный вывоз ОЯТ с «Лепсе» планируется завершить в 2020 году.
По мнению зам.директора ИБРАЭ РАН Сергея Антипова, если с источниками радиоактивной опасности на берегу все более или менее ясно, то с затопленными объектами с ОЯТ на борту дела обстоят сложнее. Наиболее опасны из них шесть: АПЛ К-159, К-27, реакторные отсеки АПЛ К-11; К-19, К-140 и экранная сборка атомного ледокола «Ленин»; они содержат более 90 % суммарной активности всех затопленных объектов (около 8 ТБк). В рамках проекта «INS/2013 /MC.04/13 — Оценка экономической целесообразности и подготовка к реализации Плана действия по безопасному обращению/утилизации затопленных радиоактивных объектов в Северных морях», который был разработан при финансировании Европейской Комиссии, проведена оценка различных вариантов обращения с опасными затопленными объектами: наиболее привлекательным признается подъём затопленных объектов, в первую очередь АПЛ К-159 и К-27. Подъём всех шести объектов может быть осуществлен за 8 лет, стоимость проекта — 278,6 млн евро. Собственником всех затонувших объектов является Российская Федерация, поэтому правительство должно назначить орган, который будет решать судьбу и отвечать за последствия принятия решений в отношении этих объектов: поднимать их или оставить на дне. В «Росатоме» хотят, чтобы этот вопрос был передан в ведение Госкорпорации.

### Великобритания
По состоянию на апрель 2007 года было списано 14 АПЛ. Семь из них находились на военно-морской в базе Розайте (англ. Rosyth) (Эдинбург), а ещё семь — на верфи в военно-морской базе Девонпорт (англ. Devonport).
В 2008 году Великобритании по словам контр-адмирала Саймона Листера «только предстоит решать вопросы по утилизации атомных субмарин, достигших предельного срока службы, поэтому сейчас они изучают технологии, которые используются в разных странах». В июне 2008 года для ознакомления с технологиями утилизации, используемыми в России, представители Минобороны Великобритании побывали на объектах СРЗ «Нерпа» и осмотрели береговое хранилище в губе Сайда. Перед визитом в Россию с аналогичным визитом английские военные посетили США и Францию. По словам Саймона Листера — «у каждой страны — свой технический подход к решению этой проблемы».
В ноябре 2011 года Министерство обороны Великобритании официально заявило о планируемом начале утилизации АПЛ. К этому времени на долгосрочном хранении находилось 17 атомных подводных лодок типов «Дредноут» (один корабль), «Вэлиант» (два), «Черчилль» (три), «Суифтшюр» (шесть), «Резолюшн» (четыре) и «Трафальгар» (одна подлодка), выведенных из состава ВМС в 1980—2009 годах. При этом в период с 2011 по 2022 год планировалось списание ещё шести подлодок типа «Трафальгар».
К октябрю 2014 года в Розайте и Девонпорте находилось 19 атомных субмарин, выведенных из состава флота. К этому моменту отработавшее ядерное топливо было выгружено из реакторов четырёх АПЛ в Девонпорте и всех семи в Розайте. Вёлся поиск места для хранения отработавшего ядерного топлива. Предполагалось, что первая подлодка может быть утилизирована в 2016 году (в Розайте).
По состоянию на 2019 г., из состава флота выведено 20 АПЛ, ОЯТ выгружено из 11 из них, полностью не утилизирована ни одна. С 1980 года на программу по содержанию и утилизации списанных АПЛ Минобороны потратило 3,175 млрд фунтов.

## Сравнительная оценка
Утилизация судов атомно-технологического обслуживания (АТО) по сравнению с АПЛ, как правило, является более сложной, из-за требования обеспечить особые условия утилизация всего корпуса, а не только реакторных отсеков.

## Итоги работ по утилизации АПЛ на конец 2016 года
Подведены итоги работ по утилизации атомных подводных лодок и судов атомного технологического обслуживания за 2016 год. В Российской Федерации в течение последних двадцати лет была проведена колоссальная работа по утилизации выведенных из эксплуатации атомных подводных лодок: из 203 выведенных из состава Военно-Морского Флота АПЛ уже утилизировано — 197, две сейчас находятся в стадии утилизации. Деятельность по данному направлению осуществляется, в том числе, при поддержке федеральных целевых программ.

## Примерная таблица по публичным данным на текущий момент
* — проекты подводных лодок с корпусами из титановых сплавов;
^ — проекты подводных лодок на реакторе с жидкометаллическим теплоносителем.
| Поколение / Проект                                                   | Поколение / Проект | Построено | Строится | Утилизировано         | Выведено | Утонуло | Примечания |
| -------------------------------------------------------------------- | ------------------ | --------- | -------- | --------------------- | -------- | ------- | --- |
| Атомные подводные лодки с баллистическими ракетами ВМФ СССР и России |                    |           |          |                       |          |         | |
| 1                                                                    | 658                | 8         | —        | 8                     | —        | —       | Все лодки были модернизированы по проекту 658М кроме К-145, которая была модернизирована по проекту 701. После подписания в 1977 году договора ОСВ-1 ракетное оружие с лодок проекта 658 подлежало снятию. Некоторые лодки были списаны, а остальные модернизированы по проекту 658С для испытания новых устройств радиосвязи и по проекту 658У в корабли связи. |
| 2                                                                    | 667А(АУ) «Навага»  | 34        | —        | 33                    | —        | 1       | К-219 затонула 6 октября 1986 года в Атлантическом океане на глубине 5500 метров. В момент катастрофы находилось 30 ядерных боеголовок (ракетная шахта № 15 была выведена из использования, а крышка наглухо приварена к корпусу). По проекту 16 торпед, из них 2 — с ядерными зарядами. |
| 2                                                                    | 667Б «Мурена»      | 18        | —        | 18                    | —        | —       | |
| 2                                                                    | 667БД «Мурена-М»   | 4         | —        | 4                     | —        | —       | |
| 2                                                                    | 667БДР «Кальмар»   | 14        | —        | 12                    | 1        | —       | К-129 (БС-136 «Оренбург») по состоянию на 2022 год находится в ремонте на СРЗ «Звёздочка». ПЛ К-44 «Рязань» по состоянию на 2024 ожидает утилизации. |
| 2                                                                    | 667БДРМ «Дельфин»  | 7         | —        | —                     | 1        | —       | В строю 4 корабля, включая переоборудованный БС-64 «Подмосковье». К-84 «Екатеринбург» выведена из боевого состава и находится в резерве. К-117 «Брянск» и К-18 «Карелия» в ремонте. |
| 3                                                                    | 941 «Акула»*       | 6         | —        | 3                     | 3        | —       | ТК-208 «Дмитрий Донской» выведен из боевого состава в резерв 2022—2023 году. ТК-17 и ТК-20 выведены из боевого состава в 2004—2005 годах, находятся в резерве (демонтированы люки ракетных шахт). |
| 4                                                                    | 955(А) «Борей»     | 7         | 3        | —                     | —        | —       | В строю 7 подводных лодок. Новейшие подводные лодки ВМФ России. |
| 78+(5+1)+(11+3)                                                      | 78+(5+1)+(11+3)    | 98        | 3        | 78                    | 5        | 1       | В строю 11 подводных лодок, в ремонте/модернизации 3: К-129(БС-136), К-117 и К-18. |
| Поколение / Проект                                                   | Поколение / Проект | Построено | Строится | Утилизировано         | Выведено | Утонуло | Примечания |
| Многоцелевые атомные подводные лодки ВМФ СССР и России               |                    |           |          |                       |          |         | |
| 1                                                                    | 627(А) «Кит»       | 13        | —        | 11 (в том числе К-3)  | —        | 2       | К-3 «Ленинский комсомол» — первая советская (третья в мире) атомная подводная лодка. Должна быть переоборудована в музей. К-8 — затонула в Бискайском заливе 12 апреля 1970 года с четырьмя ядерными торпедами на борту на глубине 4680 м в 490 км к северо-западу от Испании. К-159 — затонула ночью 30 августа 2003 года вблизи острова Кильдин на глубине 170 метров (по другим данным — 248 м) во время буксировки из бухты Гремиха для утилизации на судоремонтном заводе «Нерпа» в городе Снежногорск. К-42 «Ростовский комсомолец» 10 августа 1985 года подверглась сильному радиоактивному заражению в результате произошедшей аварии на подводной лодке К-431, проходящей перезарядку активных зон реакторов в непосредственной близости от К-42, утилизирована в 2009 году. |
| 1                                                                    | 645 ЖМТ^           | 1         | —        | —                     | —        | 1       | К-27 — единственный корабль, построенный по проекту 645 ЖМТ с жидким металлом в качестве теплоносителя. Конструкция лодки близка к проекту 627 «Кит». 24 мая 1968 года произошла радиационная авария, пострадал весь экипаж, погибло 9 человек. Сама лодка только 1 февраля 1979 года была исключена из состава ВМФ СССР и 1 октября 1980 года расформирована. В сентябре 1982 года затоплена в Карском море у северо-восточного побережья архипелага Новая Земля на входе в залив Степового. |
| 1                                                                    | 659Т               | —         | —        | —                     | —        | —       | Все лодки уже учтены по первичному проекту 659. |
| 2                                                                    | 671(В) «Ёрш»       | 15        | —        | 15                    | —        | —       | |
| 2                                                                    | 671РТ «Сёмга»      | 7         | —        | 7                     | —        | —       | |
| 2                                                                    | 671РТМ «Щука»      | 20        | —        | 20                    | —        | —       | Две лодки К-254 и К-502 были модернизированы до 671РТМК, позднее обе лодки утилизированы, последние 6 корпусов (не учтены) были достроены по проекту 671РТМК. |
| 2                                                                    | 705(К) «Лира»*^    | 7         | —        | 7                     | —        | —       | Утилизация подводных лодок К-373 и К-64 потребовало больших усилий. Единственный в мире серийный проект АПЛ на реакторе с жидкометаллическим теплоносителем. Небольшие высокоскоростные одновальные лодки с титановым корпусом не имели аналогов по скорости и манёвренности. Максимальная скорость «Лир» составляла 41 узел (76 км/ч). Как минимум 1 лодка на испытаниях развила 42 узла. Они уступали по скорости только лодке К-222 проекта 661 «Анчар». |
| 3                                                                    | 671РТМК «Щука»     | 6         | —        | 4                     | —        | —       | 2 лодки в боевом составе (Б-138 Обнинск, Б-448 Тамбов). Б-448 Тамбов на испытаниях после ремонта. Модернизированные лодки К-254 и К-502 уже учтены по первичному проекту 671РТМ. Б-414 в утилизации с 25.03.2022 по 30.11.2024 (учтена как утилизирована). |
| 3                                                                    | 685 «Плавник»*     | 1         | —        | —                     | —        | 1       | К-278 «Комсомолец» — единственная лодка проекта 685 «Плавник». Лодке принадлежит абсолютный рекорд по глубине погружения среди подводных лодок — 1027 метров (4 августа 1985). Затонула в результате пожара в Норвежском море 7 апреля 1989 года на глубине 1658 метров. Реактор лодки был надёжно заглушен, однако в торпедных аппаратах находятся ракето-торпеды с ядерной боевой частью. |
| 3                                                                    | 945 «Барракуда»*   | 2         | —        | —                     | 2        | —       | Б-239 «Карп» выведена из боевого состава 30.05.1998, находится в резерве, модернизация по проекту 945М остановлена. Б-276 «Кострома» выведена из боевого состава в 2000, находится в резерве, модернизация по проекту 945М остановлена. |
| 3                                                                    | 945А «Кондор»*     | 2         | —        | —                     | —        | —       | Все подводные лодки в строю. Будут модернизированы по проекту 945М. |
| 3                                                                    | 971 «Щука-Б»       | 15        | —        | 4                     | 1        | —       | К-317 Пантера, К-419 Кузбасс, К-157 Вепрь, К-335 Гепард — в боевом составе флота. К-391 Братск — была в ремонте с 2003 года, в 2022 году ремонт был признан нецелесообразным (возможно выведена из боевого состава в резерв). В ремонте/модернизации: К-328 Леопард (2011—2023), К-295 Самара (2013—2023), К-331 Магадан* (2014—2023), К-461 Волк (2014—2023), К-154 Тигр (2019—2023), К-152 Нерпа (2021-***). К-152 «Нерпа» (Chakra) — 23 января 2012 года была передана в лизинг в ВМС Индии на 10 лет, досрочно за 10 месяцев до окончания срока из-за ЧП была возвращена. В замен готовят ПЛ К-331. Передача после ремонта и модернизации в лизинг ВМС Индии была запланирована на 2022 год.                                                                                      |
| 67+(4+4)+(7+7)                                                       | 67+(4+4)+(7+7)     | 89        | —        | 68 (в том числе К-3)  | 3        | 4       | В строю 7 подводных лодок в ремонте/модернизации 7: К-328, К-295, К-331*, К-461, К-154, К-152 и Б-448. |
| Поколение / Проект                                                   | Поколение / Проект | Построено | Строится | Утилизировано         | Выведено | Утонуло | Примечания |
| Атомные подводные лодки с крылатыми ракетами ВМФ СССР и России       |                    |           |          |                       |          |         | |
| 1                                                                    | 659                | 5         | —        | 5                     | —        | —       | После снятия ракет П-5 с вооружения лодки были переоборудованы по проекту 659Т (Торпедная): была переделана надстройка, демонтированы ракетные контейнеры, увеличен запас торпед, модифицировано сонарное оборудование. |
| 1                                                                    | 675                | 29        | —        | 29                    | —        | —       | К-431 (К-31) — 10 августа 1985 года на судоремонтном заводе № 30 в бухте Чажма при перезагрузке активных зон реакторов К-431 произошла авария. Из-за перекоса крышки реактора левого борта была поднята компенсирующая решётка реактора, в результате чего началась цепная ядерная реакция — тепловой взрыв. Ядерное топливо из подлодки не выгружалось, реакторный отсек законсервирован целиком и вывезен для хранения в хранилище ДальРАО в бухте Разбойник. |
| 2                                                                    | 661 «Анчар»*       | 1         | —        | 1                     | —        | —       | К-222 — единственный корабль, построенный по проекту 661 «Анчар». Самая быстрая в мире подводная лодка, достигавшая в подводном положении скорости свыше 82 км/ч (44 узла). |
| 2                                                                    | 667АТ «Груша»      | —         | —        | —                     | —        | —       | Все лодки уже учтены по первичному проекту 667А. Всего было модернизировано 3 лодки: К-253, К-395, К-423. |
| 2                                                                    | 667М «Андромеда»   | —         | —        | —                     | —        | —       | Лодка уже учтена по первичному проекту 667А. Была модернизирована 1 лодка К-420. |
| 2                                                                    | 670 «Скат»         | 11        | —        | 11                    | —        | —       | |
| 2                                                                    | 670М «Чайка»       | 6         | —        | 6                     | —        | —       | В том числе Б-452 «Беркут» — в 1986—1992 годах был переоборудован по проекту 06704 «Чайка-Б» (Charlie-III), получил на вооружение ракеты П-800 «Оникс». |
| 3                                                                    | 949 «Гранит»       | 2         | —        | 2                     | —        | —       | |
| 3                                                                    | 949А «Антей»       | 12        | —        | 3                     | 1        | —       | К-141 «Курск» — 12 августа 2000 года крейсер утонул со всем экипажем в Баренцевом море на глубине 108 метров, к 2002 году поднята и к 2004 году утилизирована. К-119 «Воронеж» — в 2020 г. выведена в резерв перед списанием. К-329 «Белгород» — 20.12.2012 в торжественной обстановке произошла перезакладка корабля по проекту 09852 К-329 «Белгород». Носитель ПЛАСН проекта «Посейдон», АПЛ специального назначения, наряду с БС-136 «Оренбург» и БС-64 «Подмосковье». К-132 «Иркутск» c 2001 года и К-442 c 2014 года «Челябинск» проходят ремонт и модернизацию по проекту 949АМ на ДВЗ «Звезда». К-150 Томск в ремонте с 2022 года. |
| 57+1+(5+3)                                                           | 57+1+(5+3)         | 66        | —        | 57                    | 1        | —       | В строю 5 подводных лодок, в ремонте/модернизации 3: К-132, К-442, К-150. |
| Поколение / Проект                                                   | Поколение / Проект | Построено | Строится | Утилизировано         | Выведено | Утонуло | Примечания |
| Многоцелевые атомные подводные лодки c крылатыми ракетами ВМФ России |                    |           |          |                       |          |         | |
| 4                                                                    | 885 «Ясень»        | 4         | 5        | —                     | —        | —       | В строю 4 подводные лодки. Новейшие подводные лодки ВМФ России. |
| Итого                                                                |                    |           |          |                       |          |         | |
|                                                                      | 203+14+(27+13)     | 257       | 8        | 203 (в том числе К-3) | 9        | 5       | В боевом составе — 40 АПЛ (из них в строю — 27, в ремонте/модернизации — 13), заложено/в постройке — 8 АПЛ, выведены из боевого состава (в резерве) — 9 АПЛ, утилизировано — 203 АПЛ (в том числе музей — 1 АПЛ), затонуло/не поднимались — 5 АПЛ на август 2024 года. |